# Petriwske (Isjum)
Petriwske (ukrainisch Петрівське; russisch Петровское Petrowskoje) ist ein Dorf in der ukrainischen Oblast Charkiw mit etwa 2700 Einwohnern (2020).
Petriwske wurde 1731 gegründet und liegt im Zentrum des Rajon Isjum am Ufer des Siwerskyj Donez etwa 130 km südöstlich vom Oblastzentrum Charkiw und 40 km südlich vom ehemaligen Rajonzentrum Balaklija. 5 Kilometer stromabwärts endet der Dnepr-Donbas-Kanal.
Am 12. Juni 2020 wurde das Dorf ein Teil der Stadtgemeinde Balaklija im Rajon Balaklija; bis dahin bildete es zusammen mit den Dörfern Sawhorodnje (Завгороднє) und Berestjanky (Берестянки) die Landratsgemeinde Petriwske (Петрівська сільська рада/Petriwska silska rada) im Süden des Rajons Balaklija.
Am 17. Juli 2020 kam es im Zuge einer großen Rajonsreform zum Anschluss des Rajonsgebietes an den Rajon Isjum.